# Mariano Herencia-Zevallos
Mariano Herencia-Zevallos y Larrauri (Santiago de Supalla, actual Chapimarca, Apurímac, 15 de octubre de 1820-Chinchao, Huánuco, 2 de febrero de 1873) fue un militar y político peruano. De carácter combativo y opositor tenaz de los gobiernos de turno, llegó a presidir el Congreso Constituyente de 1867. Primer vicepresidente del gobierno de José Balta, tras el asesinato de este asumió como Presidente del Perú, mandato que ejerció por solo seis días, del 27 de julio al 2 de agosto de 1872, antes de transferir el mando al presidente constitucionalmente elegido, Manuel Pardo y Lavalle. Acusado de conspirar contra este gobierno, fue apresado y enviado a la frontera con el Brasil, pero en el trayecto fue vilmente asesinado por sus custodios.

## Biografía

### Carrera militar
Nació en el pueblo de Supalla, actualmente en la jurisdicción del distrito de Chapimarca de la provincia de Aymaraes, en el departamento de Apurímac. Esa región formaba entonces parte de la Intendencia del Cuzco (luego departamento); por eso es que en las fuentes antiguas a Herencia Zevallos se le menciona como cuzqueño.
Hijo de Tomas de Herencia Zevallos, militar, hacendado y político quien fue miembro del Regimiento de Milicias Urbanas de Dragones de Carabaya (1805), alcalde de Carabaya (1807) luego Diputado por la misma (1825-26) y María Larrauri, ambos cuzqueños. A muy tierna edad fue llevado al Cuzco, donde estudió en el Colegio Nacional de Ciencias. Pasó a Lima en 1838, donde ingresó a laborar en el Ministerio de Gobierno. Poco después se enroló en el ejército restaurador para combatir a la Confederación Perú-Boliviana.
En 1842 fue nombrado subprefecto y comandante militar de las provincias de Abancay y Aymaraes. En 1843 se sumó a la revolución constitucional encabezada por Domingo Nieto y Ramón Castilla contra el Directorio de Manuel Ignacio de Vivanco, que triunfó al año siguiente, tras la batalla de Carmen Alto. 
Durante el gobierno de José Rufino Echenique se trasladó al Cuzco para apoyar una intentona revolucionaria, pero fue denunciado, apresado y torturado, siendo trasladado a Lima. Logró huir gracias a la ayuda de algunos amigos y volvió al Cuzco. Como la persecución en su contra se hizo tenaz, optó por refugiarse en su hacienda de caña de azúcar de Casinchihua, cerca de Abancay, y luego en Andahuaylas. En esta última ciudad asaltó la gendarmería, a cuya costa equipó un batallón de 600 voluntarios con el que secundó la revolución liberal de 1854, cuyo triunfo definitivo se dio en la batalla de La Palma, librada el 5 de enero de 1855. En ella resultó herido, mereciendo su ascenso a coronel, que fue ratificado por la Convención Nacional. 
En ese mismo año de 1855 fue elegido diputado por Aymaraes, pero fue nombrado prefecto de Huancavelica en 1856 y de Ayacucho en 1857. En 1858 fue nombrado comandante general de la IV división acantonada en el Cuzco, donde el 23 de mayo de 1859 intentó organizar una revolución contra el presidente Castilla. Pero al ver que carecía de apoyo, se rindió y se retiró a la vida privada. Sobre él dijo Manuel de Mendiburu en sus memorias: «… por costumbre era agitador de cuantas revueltas pasaban por el país e iba de provincia en provincia alborotando siempre y calumniando por medio de proclamas exóticas, llenas de hinchazón y realidades».
Retornó a la vida pública al estallar la revolución nacionalista encabezada por el coronel Mariano Ignacio Prado en 1865, y, al mando de la división de vanguardia, participó en la toma de Lima. Colaboró en la defensa del puerto amenazado por las Escuadra Española del Pacífico y participó en el combate del Callao librado el 2 de mayo de 1866. En recompensa a sus servicios fue nombrado prefecto del Callao.
En 1867 fue elegido diputado por Cuzco al Congreso Constituyente, cuya presidencia ejerció de 15 de julio a 15 de agosto de aquel año. A decir de Ricardo Palma, como parlamentario se limitó a callar y a emitir su voto. Apresado por su oposición al gobierno de M. I. Prado, fue embarcado hacia Mollendo, donde se sumó a la revolución de Arequipa de 1867. En 1868 fue elegido senador por el departamento del Cusco y primer vicepresidente de la República del gobierno de José Balta, cuyo segundo vicepresidente era el general Francisco Diez-Canseco.

### Presidencia de la República

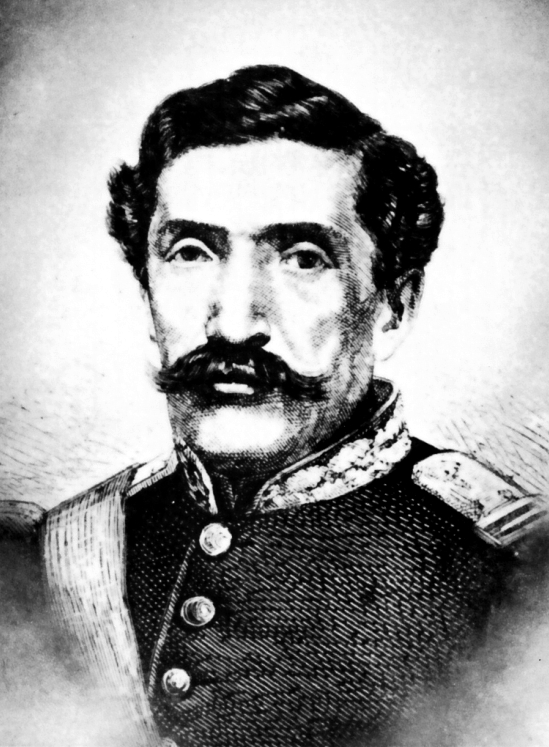
Mariano Herencia Zevallos. Grabado de A. Renard de un dibujo de H. Meyer.

Tras el asesinato del presidente Balta y el linchamiento del coronel Tomás Gutiérrez y sus hermanos el 26 de julio de 1872, la Presidencia del Perú recayó provisionalmente en el segundo vicepresidente, Francisco Díez-Canseco, mientras se decidía quien debía legalmente asumir el poder. Lo que le correspondía a Herencia Zevallos en su calidad de primer vicepresidente y de conformidad con la Constitución de 1860, por lo que asumió el mando el 27 de julio del mismo año.
Herencia Zevallos tuvo así el encargo de concluir los pocos días que restaban del mandato del presidente Balta y transferir el mando al presidente electo, Manuel Pardo y Lavalle. Durante los siete días en que estuvo en el poder, formó un gabinete presidido por Juan Antonio Ribeyro, rector de la Universidad de San Marcos, que se hizo cargo de la cartera de Relaciones Exteriores. Formaron parte de este Ministerio:
- Manuel Morales (Gobierno)
- José Eusebio Sánchez (Justicia)
- José de la Riva Agüero y Looz Corswarem (Hacienda)
- General Francisco Diez Canseco (Guerra)[3]

Cabe mencionar que durante este corto gobierno reapareció el diario El Comercio, después de un mes y 19 días de clausura.

### Asesinato
No obstante haber acatado la elección presidencial de Manuel Pardo, Herencia Zevallos fue pronto acusado de conspirar contra el gobierno, siendo apresado en Arequipa, junto con el viejo caudillo arequipeño, coronel Domingo Gamio, en diciembre de 1872. El gobierno, en vez de someterlos a juicio, prefirió alejarlos encomendándoles una comisión en las fronteras de Brasil. Esta consistía en elegir los puntos adecuados para edificar fortalezas que guarnecieran la frontera peruano-brasileña.  Herencia Zevallos declinó esta comisión y solicitó la licencia final en su clase militar, pero no se le aceptó este recurso, y por decreto del 24 de diciembre de 1872 se le conminó a obedecer. 
Herencia y Gamio fueron entregados al coronel Manuel Segundo Cornejo, quien al mando de una escolta fue comisionado a trasladarlos hasta el apostadero de Iquitos. Al llegar a la región de Chinchao, punto inmediato a Tingo María, la comitiva decidió pernoctar en una hacienda. Según se dijo posteriormente, en la noche del 2 de febrero de 1873, Herencia y Gamio intentaron huir y que por eso los guardias dispararon sus rifles contra ellos, matándolos a traición. Sin embargo, el móvil del crimen fue al parecer la antigua enemistad que tenía el coronel Cornejo con Gamio. Pero la opinión pública no dudó en culpar de este doble crimen al gobierno de Pardo, el cual recibió duras críticas en el Parlamento y la prensa.
Los restos de Herencia Zevallos fueron sepultados en el Cementerio General de Huánuco, hasta que fueron trasladados a Abancay.